# Revueltas en Segovia (1476)
Las revueltas (o alboroto) acaecidas en Segovia en 1476 fue un conflicto generado por el control del Alcázar de Segovia.

## Antecedentes

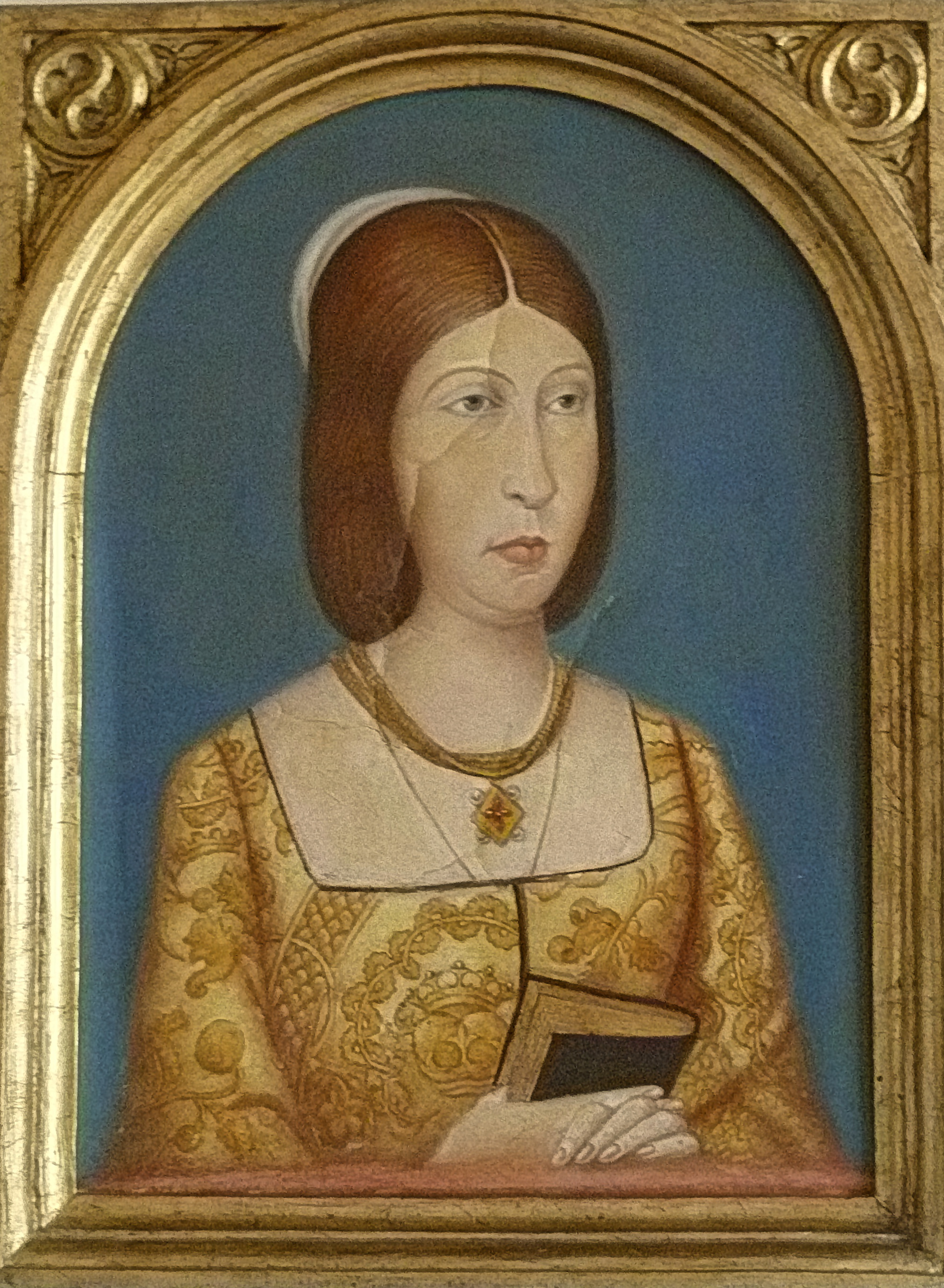
Retrato de la Isabel la Católica en su juventud (capilla del Alcázar de Segovia)

Enrique IV de Castilla había otorgado en 1470 la alcaídia del Alcázar de Segovia a Andrés Cabrera, su privado. Posteriormente, Andrés Cabrera había apoyado a la reina Isabel en la guerra de sucesión castellana, lo que llevó a una amistad de la reina con su esposa, Beatriz de Bobadilla. Ambas circunstancias supusieron el inicio de un período de hegemonía del matrimonio en la ciudad. El pueblo se encontraba descontento con los abusos de los oficiales de Cabrera.

## Desarrollo
En el verano de 1476, Andrés Cabrera hubo de acudir al lado de Isabel I. Por esta causa sustituyó a su teniente en la alcaídia del Alcázar, Alonso de Maldonado; por su suegro Pedro de Bobadilla. Resulta fundamental el hecho de que en el alcázar se encontraba la infanta Isabel, hija primogénita (y única en ese momento) de los monarcas.

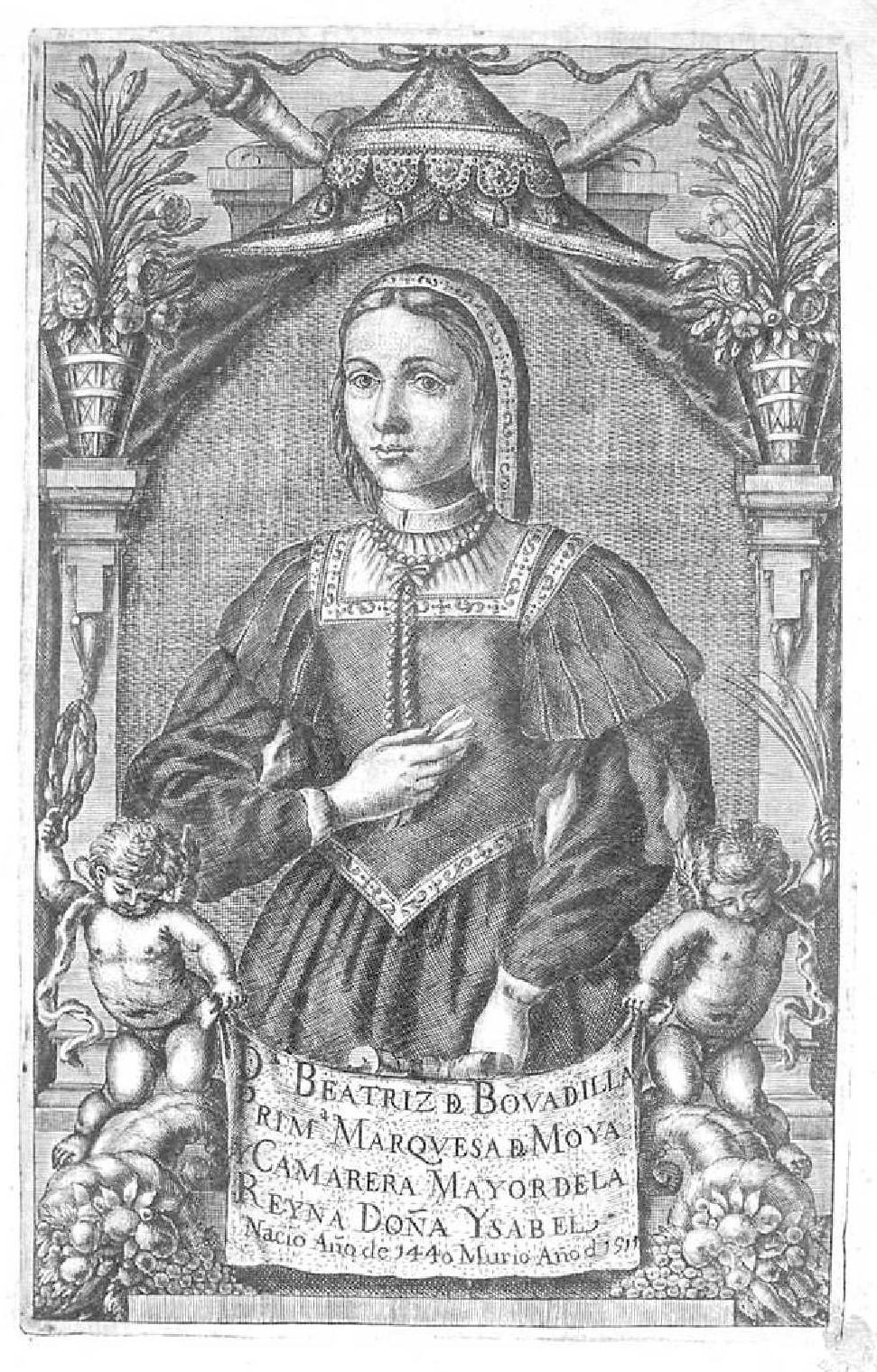
Retrato de Beatriz de Bobadilla por Diego de Obregón en la obra Retrato del buen vasallo de Francisco Pinel y Monroy, 1677

Con objeto de combatir la hegemonía de los Cabrera en la ciudad, el teniente despedido Alonso de Maldonado intentó con sus partidarios tomar el alcázar por la fuerza. Para ello utilizó un engaño, fingió que había dejado dentro del Alcázar una piedra y que la necesitaba con para su casa. Con ese motivo, el 20 de julio de 1476, se introdujo en el Alcázar con otros cuatro hombres que llevaban escondidas diferentes armas. Prendieron al teniente Pedro de Bobadilla, controlando el resto del edificio, salvo la torre del homenaje donde se hicieron fuertes los hombres de Bobadilla teniendo con ellos a la infanta Isabel. Intentó Alonso de Maldonado el cambio de Pedro de Bobadilla por la infanta, siendo este rechazado por los de Bobadilla con lacónicas palabras que recoge Colmenares en su Historia de la ciudad de Segovia:
no habían de entregar lo más por lo menos, hiciese lo que quisiese
Posteriormente el alboroto comenzó en toda la ciudad y los nobles partidarios de Alonso de Maldonado, así como buena parte del pueblo consiguieron arrebatar todas las puertas de manos de las gentes de Andrés Cabrera, salvo la Puerta de San Juan, vecina a la residencia del mismo.
El 1 de agosto, enterada de los desórdenes existentes en la ciudad, partió la reina Isabel hacia Segovia desde Tordesillas. La acompañaban el cardenal Mendoza y Rodrigo Alonso Pimentel, conde de Benavente. Algunos segovianos, enterados de la venida de la reina, la rogaron que no entrara a la ciudad por la Puerta de San Juan (al ser esta la única mantenida por Andrés de Cabrera) y que Beatriz de Bobadilla y el conde de Benavente (mujer y partidario de Andrés Cabrera, respectivamente) entrasen a la ciudad al día siguiente. Isabel I la Católica se negó a acceder a sus demandas y llegó al Alcázar. Una vez dentro del mismo, acudió el gran concurrencia de pueblo y la reina, desoyendo a sus consejeros, mandó que entrasen y expusiesen sus quejas. Las quejas consistieron en que no deseaban que la alcaídia del Alcázar estuviera en manos de Cabrera. La reina expresó que ese era también su deseo y que para ello debían de desajolar el Alcázar los partidarios de Alonso Maldonado. Los de Maldonado desalojaron en espacio de una hora el Alcázar, y la reina solucióno el conflicto dando la alcaídia del Alcázar a Gonzalo Chacón.

## Consecuencias
La actuación de la reina en el conflicto y su presencia de ánimo impresionaron a sus contemporáneos.
Finalmente, tras diversas averiguaciones realizadas por la soberana, la alcaídia fue restituida a Andrés Cabrera. Así mismo mandó que las reparaciones en las puertas de la ciudad se realizaran sin cargo a la ciudad.
Cabrera mantendría este cargo hasta su muerte, salvo por unos meses en 1506-1507 en que Felipe I el Hermoso la otorgó a Juan Manuel, señor de Belmonte. Esta decisión sería el origen de otro conflicto urbano en la ciudad, las Revueltas de 1506.